# Puerto Deseado
Puerto Deseado ou Porto Desejado é uma cidade da Argentina, capital do departamento de Deseado, província de Santa Cruz. Seu clima é muito parecido com o de Río Gallegos.